# 朴容琥
朴 容琥（パク・ヨンホ、박용호、1947年5月28日 - ）は、韓国のアナウンサー。第16代国会議員も一時期務めた。
同じく韓国放送公社（KBS）所属のアナウンサー・朴太遠は長男である。

## 略歴
1947年に江華郡（現・仁川広域市所属）に生まれた。東山高等学校から檀国大学校国文学科に進学して卒業した。1968年、後に韓国放送公社（KBS）となる放送局にアナウンサーとして入局した。1969年から全州放送局で、1974年から釜山放送局でそれぞれアナウンサーとして勤務した。
1986年にKBSアナウンサー協会長に就任し、1990年に韓国アナウンサー連合会長に就任した。1994年にKBSアナウンサー室TV部主幹に就任し、1998年にKBSアナウンサー室室長に就任した。
2000年4月に第16代総選挙で仁川の西区・江華郡乙選挙区に民主党から立候補し、16代国会議員に選出され、国会農林海洋水産委員会委員になった。しかし当選後に選挙法違反の疑いで捜査を受け、同年中に裁判になり、2002年6月に当選無効判決を受けて議員職を喪失した。
2005年に韓国建設CALS協会常勤副会長に就任した。2006年2月からはJUという会社の常勤副会長を務めていたが、同年に会長の朱水道が詐欺などの疑いで裁判を受けることとなり、約束の給料ももらえなかったため、会社を離れた。2009年に極東アートTV常任顧問に就任した。2012年に韓国アナウンサーアカデミー会長に就任した。
その後は故郷の江華郡で農夫をやっている。